# Feeling This
«Feeling This» — песня американской поп-панк-группы Blink-182, выпущенная в качестве лид-сингла в поддержку пятого, одноимённого альбома группы.

## Список композиций

### Американский CD-релиз
1. «Feeling This» — 2:56
2. «Violence» — 3:48
3. «The Rock Show»[комм. 1] — 3:08
4. «Carousel»[комм. 1] — 2:55

### Американский 7"-релиз
1. «Feeling This» — 2:56
2. «Violence» — 3:48

### Британский CD-релиз
1. «Feeling This» — 2:56
2. «The Rock Show»[комм. 1] — 3:08

## В записи участвовали
- Марк Хоппус — вокал, бас-гитара
- Том ДеЛонг — вокал, ритм-гитара
- Трэвис Баркер — ударные, перкуссия

## Чарты и сертификации
| Чарт (2003—2004)               | Позиция |
| ------------------------------ | ------- |
| ARIA Charts                    | 20      |
| Ö3 Austria Top 40              | 65      |
| Official Charts Company        | 15      |
| SNEP                           | 56      |
| Official Charts Company        | 13      |
| FIMI                           | 45      |
| MegaCharts                     | 85      |
| Bubbling Under Hot 100 Singles | 2       |
| Alternative Songs              | 2       |
| Media Control Charts           | 49      |
| Schweizer Hitparade            | 60      |
| Sverigetopplistan              | 60      |

| Год  | Страна | Организация | Сертификат | Продажи  |
| ---- | ------ | ----------- | ---------- | -------- |
| 2005 | США    | RIAA        | Золото     | 500 000+ |